# Mitsubishi Tredia
La Mitsubishi Tredia è un'autovettura prodotta dalla casa automobilistica giapponese Mitsubishi Motors dal 1982 al 1990.

## Descrizione
Il nome "Tredia" prende inspirazione dal logo "Tre diamanti" della stessa Mitsubishi. Insieme alla Cordia e alla Starion, fu una delle prime auto importate e vendute in America dall'azienda senza il coinvolgimento della Chrysler Corporation, con la quale la Mitsubishi aveva all'epoca una stretta collaborazione. In Giappone venne venduto presso una specifica catena di concessionarie chiamata Car Plaza.
La vettura venne importata anche in Europa fino all'autunno 1986.
La Tredia andava ad inserirsi tra i modelli Galant e Lancer, utilizzando lo stesso layout a motore trasversale e trazione anteriore. Il sistema sospensivo era costituito all'avantreno da un puntone con gruppo molla-ammortizzatore del tipo McPherson  con braccio longitudinale indipendente, mentre il sistema frenante era disco all'anteriore e a tamburo al posteriore.
A spingere la vettura c'era un motore a benzina da 1,6 litri con 75 CV (55 kW) in versione aspirata oppure dotata di sovralimentazione mediante turbocompressore con 115 CV (84 kW).